# Tadeusz Berlicki
Tadeusz Berlicki (ur. 1944 r.) – polski inżynier elektronik. Absolwent Politechniki Wrocławskiej. Od 2007 r. profesor na Wydziale Elektroniki Mikrosystemów i Fotoniki Politechniki Wrocławskiej.